# Lester Davenport

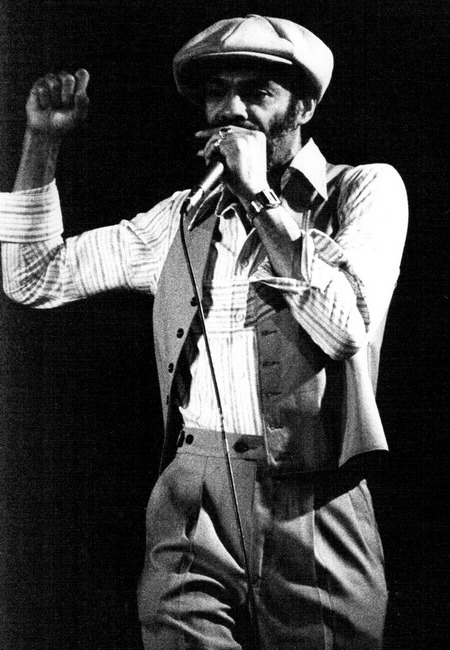
Lester Davenport

Lester "Mad Dog" Davenport (* 16. Januar 1932 in Tchula, Mississippi; † 17. März 2009 in Chicago, Illinois) war ein US-amerikanischer Bluesmusiker, dessen Hauptinstrument die Mundharmonika war. Daneben spielte er noch Bass, Schlagzeug und Gitarre.
Im Alter von 14 Jahren verließ er Mississippi und ging nach Chicago. Trotz seiner Jugend spielte er in den Bands von Arthur Spires, Snooky Pryor und Homesick James, der für ihn ein Mentor wurde. 1955 war er als Studiomusiker bei Aufnahmen von Bo Diddley für Chess Records tätig, bei diesen Aufnahmen entstanden unter anderem Pretty Thing und Bring It to Jerome. Als Begleitmusiker spielte er auch mit Diddley im berühmten New Yorker Apollo Theatre. In den 1960er Jahren unterhielt er eine eigene Band, arbeitete aber tagsüber als Lackierer. In den 1980er Jahren spielte er in der Band Kinsey Report die Mundharmonika. Erst 1992 nahm er sein erstes eigenes Album auf (When the Blues Hit You, Earwig Records, 1992) und es dauerte zehn Jahre bis zu seinem zweiten (I Smell a Rat, Delmark Records, 2002). Seine Diskographie umfasst nur diese zwei Alben, doch ist er auf einigen Alben anderer Musiker wie Bo Diddley, Big Jack Johnson, Willie Kent, Aron Burton und Johnny B. Moore als Begleitmusiker zu hören.
Seinen Spitznamen „Mad Dog“ erhielt er in jungen Jahren, da er gerne auf der Bühne herumwanderte und mit jedem Instrument einige Noten spielte, sein Mundharmonikaspiel trug ebenso dazu bei.
Er gab auch seine Kenntnisse des Mundharmonikaspiels gerne an aufstrebende Musiker weiter. Nach längerer Krankheit starb Lester Davenport in Chicago an Prostatakrebs.